# Slaget vid Jemappes

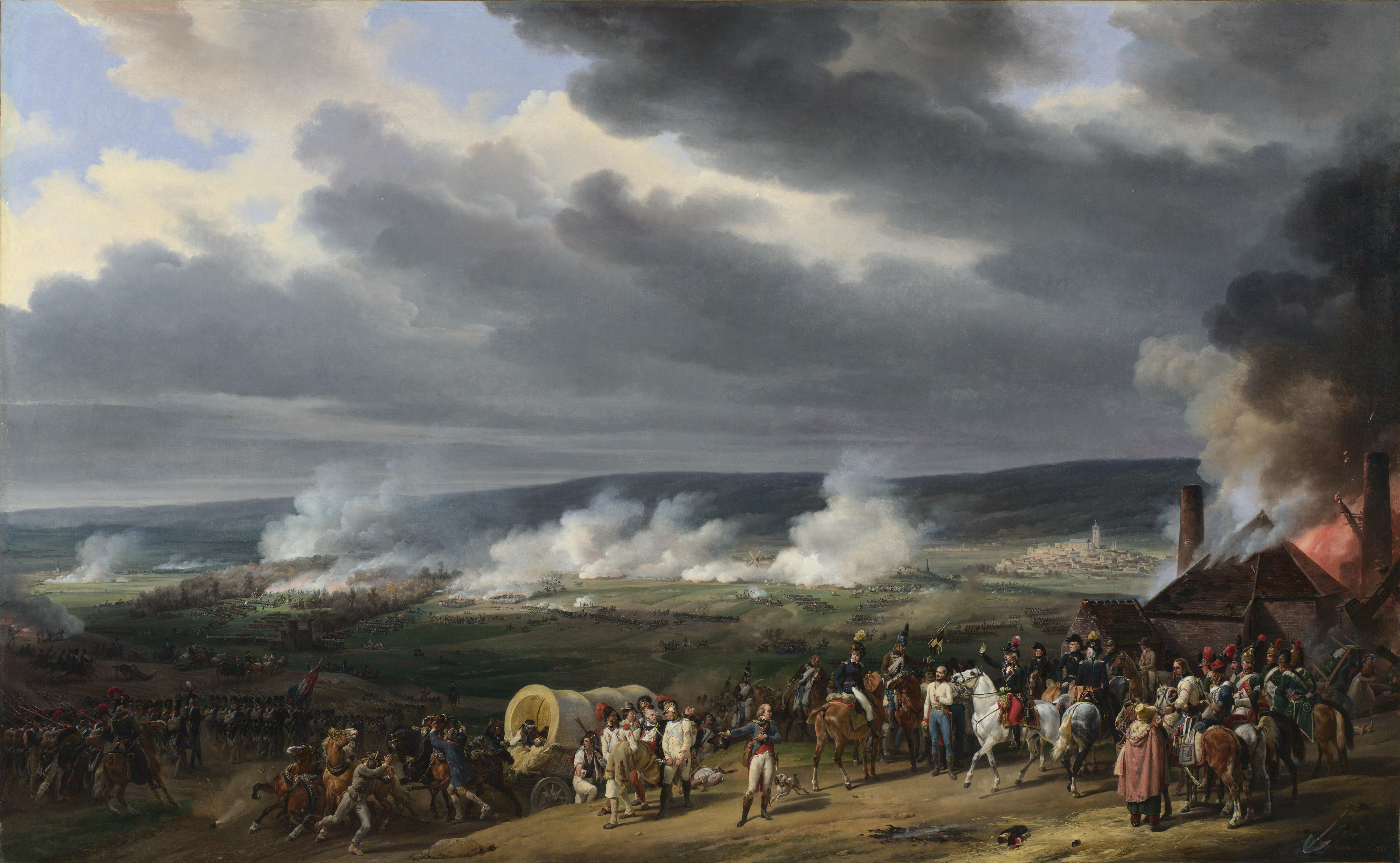
Slaget vid Jemappes, 6 november 1792

Slaget vid Jemappes var ett slag under Franska revolutionskrigen 6 november 1792 utanför Jemappes, mellan franska och österrikiska trupper.
De österrikiska trupperna om knappt 14.000 man kommenderades Albert Kasimir av Sachsen-Teschen och de franska om ungefär 50.000 man av Charles François Dumouriez. Efter häftiga strider erövrade fransmännen, till stor del tack vare sitt överlägsna artilleri österrikarnas befästa ställning. Striden var mycket betydelsefull som den franska revolutionärshärens första seger i öppet slag och medförde hela Belgiens erövring.